# Francesca Tanksley
Francesca Tanksley (Vicenza, 21 november 1957) is een Amerikaanse jazzpianiste.
Francesca Tanksley, dochter van een Amerikaan en Oostenrijkse, groeide op in München, haar vader werkte hier voor Radio Free Europe. Ze kreeg vanaf haar zevende pianoles, toen ze 16  was ging ze in Boston piano en compositie studeren aan Berklee College of Music. Ze geeft hier inmiddels zelf les. Na twee jaar keerde ze naar München terug, waar ze werkte met o.m. Al Porcino, Charly Antolini en Rudi Fuesers. In 1980 trok ze naar New York, waar ze tot 1983 bij Melba Liston werkte. In die tijd begon ze ook een langdurige samenwerking met saxofonist Billy Harper. Haar eerste opnames maakte ze in 1989 toen ze synthesizer speelde op een album van Robin Eubanks en Steve Turre  ("Dedication“). Bovendien werkte ze met Clifford Jordan, Cecil Payne, David Newman, Nick Brignola, Slide Hampton, Sheila Jordan, Jay Clayton, Bill Hardman en Erica Lindsay. Met Lindsay begon ze een kwintet. Daarnaast ging ze werken met een kwintet en een trio met Clarence Seay en Newman Taylor Baker, collega's uit Harper's band. Met dit trio nam ze in 2002 haar debuutalbum "Journey“ op (verschenen op het label DreamCaller).

## Bron
- Richard Cook, Brian Morton: The Penguin Guide to Jazz Recordings. 8de editie. Penguin, London 2006, ISBN 0-141-02327-9.